# Ацеду Цегай
Ацеду Цегай — эфиопский бегун на длинные дистанции. На чемпионате мира среди юниоров 2010 года занял 6-е место в беге на 5000 метров. Победитель 20-километрового пробега Марсель — Кассис 2011 года. Также в 2011 году выиграл 10-километровый пробег Corrida de Langueux с результатом 27.46. Занял 2-е место на полумарафоне в Рабате 2011 года с результатом 1:01.12.
Победитель Пражского полумарафона 2012 года с рекордом трассы — 58.47 — это 4-е место в списке самых быстрых бегунов на этой дистанции за всю историю.
15 декабря 2013 года стал победителем полумарафона Дели с результатом 59.12.